# Ações por minuto
Ações Por Minuto ou Activo Por Minuto, comumente abreviado como APM, é um termo utilizado em jogos de estratégia em tempo real e no cenário de esportes eletrônicos, APM se refere ao número total de ações que um jogador pode realizar em um determinado minuto.
Ações Por Minuto é o número de ações (tais como a seleção de unidades ou a emissão de uma ordem) concluídas no prazo de um minuto de jogo, em jogos de estratégia em tempo real, principalmente em StarCraft. Um alto APM é frequentemente associado com habilidade, pois ele pode indicar que o jogador sabe o que fazer no jogo e tem a destreza para realizá-lo. O programa foi desenvolvido para analisar o APM dos jogadores nestes jogos. Iniciantes, muitas vezes, têm um baixo número de APM, normalmente abaixo de 50. Profissional e atletas na Coreia do Sul, geralmente, têm uma média de APM em torno de 300, mas, muitas vezes, ultrapassam a marca de 400 durante sequências de batalhas. Jogadores notáveis que possuem uma média de APM acima de 400 incluem Lee Jae-Dong. Park Sung-Joon que possui o recorde de APM de 818.
No entanto, dado que a maioria das ações por minuto(APM) são repetições de ordens já dadas, o APM não é sempre considerado uma indicação precisa da habilidade.

## Origem
O termo APM se originou no StarCraft, que foi popularizado após o desenvolvimento de um grande número de ferramentas da comunidade, permitindo que os observadores de jogos pudessem visualizar os recursos e ações por minuto de um jogador, que era utilizada como métrica para determinar a habilidade do jogador. Após o lançamento de StarCraft II: Wings of Liberty, muitas dessas métricas foram construídos na interface do jogo, incluindo o APM, o que acabou popularizando ainda mais o termo e serviu para aumentar a competitividade do jogo.

## Velocidade e eficiência em APM
O valor do APM de um jogador é determinado pelo número de ações realizadas em um determinado minuto. Algumas ações, como seleções repetidas, são mais fáceis de realizar do que outras, e os jogadores podem executa-las repetidamente (ou "spamar") essas ações, tornando-as redundantes em termos de sua utilidade. "Spamming" pode ser usada como uma forma de aquecer e manter a velocidade para fases posteriores do jogo, ou pode ser utilizado simplesmente para aumentar a média de APM de um jogador, com o propósito de melhorar a percepção de sua habilidades em jogo. Devido a isso, medidas mais sofisticadas de APM podem tentar filtrar ações redundante através de outros meios, tais como ignorando a re-seleção de um grupo de unidades que já estava marcada e ignorando o início do jogo (quando a típica falta de ação facilita o envio de spam), a fim de medir apenas um valor eficiente do APM de um jogador. No entanto, atualmente não há uma padronização do que constitui uma "ação efetiva" e APM, portanto, é normalmente gravado sem qualquer tipo de filtragem.

## Precisão no APM
A precisão é outro fator relacionado ao APM de um jogador. A precisão é a coordenação entre cliques precisos com o mouse e teclas digitadas. Uma maior precisão resultará em menos erros em cliques e na digitação, assim, o jogador aumenta a sua eficiência, resultando em um APM mais preciso e válido.